# Ettore Gotti Tedeschi
Ettore Gotti Tedeschi (Pontenure, 3 de março de 1945) é um banqueiro italiano. De 2009 a 2012 ocupou o cargo de presidente do Instituto para Obras de Religião.
Nos primeiros 12 anos de sua vida profissional, ocupou-se com estratégia industrial e financeira (na Metra-Sema em Paris de 1973 a 1980 e, de 1980 a 1984, na McKinsey em Milão e Londres); a partir de 1985 começou a lidar com finanças: tornou-se banqueiro de investimentos da empresa financeira Procomin de Imi-Bnl e depois passou para o banco comercial Sige (grupo Imi), onde conheceu o banqueiro Gianmario Roveraro.
Com Roveraro, em 1987 fundou o banco de investimentos Akros, levantando 275 bilhões de 210 acionistas (incluindo Fiat, IRI, Cir, Ferrero, Parmalat, Commercial Union, Banca Popolare di Milano e Cassa di Risparmio di Torino). 
Em 1990, através da Akros, trabalhou na colocação da Calisto Tanzi na bolsa Parmalat  e entre Abril e Maio de 1991 liderou as negociações para a aquisição da Fedital à Federconsorzi, encontrando, novamente através da Akros, os recursos para a operação (posteriormente interrompida, devido à liquidação do Federconsorzi). Entretanto, ingressou no conselho de administração do grupo Parmalat, onde permaneceu cerca de um ano, até 1991.
Em 1992 deixou a Akros para fundar, a pedido de Emilio Botín, a sucursal italiana do grupo espanhol Banco Santander, sendo nomeado em 1993 presidente para a Itália do Finconsumo Banca SpA (depois Santander Consumer Bank SpA), colocando-se em o chefe das atividades italianas do grupo espanhol Banco Santander. Após o rompimento com o Banca Intesa, ele comprou o Banca Antonveneta em nome do grupo espanhol e o revendeu para o Montepaschi di Siena de Giuseppe Mussari.
Ele ocupou vários cargos em fundações bancárias, capital de risco e fundos de private equity.
Em 2005, como parte do julgamento da Parmalat, ele foi inscrito, junto com outros 71 banqueiros, no registro de suspeitos, apenas para ser absolvido em 2007.
É membro do conselho de administração do Sanpaolo IMI e foi nomeado pelo ministro Giulio Tremonti como assessor para "problemas econômico-financeiros e éticos em sistemas internacionais" e diretor da Cassa Depositi e Prestiti desde 2004 a 2007 e 2009 até o presente.
De 1996 a 2006 foi professor de estratégia financeira na Universidade Católica do Sagrado Coração de Milão, depois de ética econômica na Universidade de Turim. Hoje ele ensina Ética Financeira na Universidade Católica de Milão e é colunista do L'Osservatore Romano e Il Sole 24 Ore.
Em 2008 foi chamado pelo Cardeal Secretário de Estado Tarcisio Bertone para tratar da gestão financeira do Governatorado da Cidade do Vaticano, cujos orçamentos estavam no vermelho por mais de 15 milhões de euros. Ele também contribuiu para a redação da encíclica Caritas in Veritate do Papa Bento XVI.

De 2009 a 2013 foi presidente do fundo F2i, fundo que investe em infraestrutura (distribuição de gás, aeroportos, rede de banda larga, energia alternativa, água).
Em 23 de setembro de 2009 foi nomeado presidente do Instituto para Obras de Religião, iniciando importantes reformas para a transparência. No entanto, em setembro de 2010, ele esteve envolvido - junto com a outra alta administração do IOR - em uma investigação do Ministério Público de Roma por uma suposta violação dos regulamentos de combate à lavagem de dinheiro: a investigação estava ligada a apreensão preventiva de 23 milhões de euros, após denúncia de uma operação suspeita por parte da Unidade de Inteligência Financeira do Banco da Itália. A Superintendência do IOR reagiu em 24 de maio de 2012, desconfiando por unanimidade de Gotti Tedeschi e destituindo-o do cargo de presidente com a seguinte motivação: "por não ter desempenhado diversas funções de primordial importância para seu cargo". Em 19 de fevereiro de 2014, o GIP do Tribunal de Roma, aceitando o pedido do Ministério Público de Roma, encerrou a investigação. O decreto de arquivamento exclui qualquer responsabilidade de Gotti Tedeschi. Em 8 de janeiro de 2015, ele deu a conhecer pela primeira vez no The Catholic Herald que havia sido afastado do IOR por sua decisão de apresentar ao Conselho uma proposta que mudaria completamente a governança do Instituto, ditada por sua preocupação com o "passo atrás" dado pelo IOR em termos de transparência com uma mudança repentina na legislação anti-lavagem de dinheiro em dezembro de 2011.